# Paule Constantová
Paule Constant (* 25. ledna 1944, Gan, Pyrénées-Atlantiques) je francouzská spisovatelka.

## Životopis
Paule Constant žila jako dcera vojenského lékaře a později se svým manželem, který vedl v 60. a 70. letech 20. století nemocnici v černé Africe, v různých zemích. Je profesorkou literatury na univerzitě Aix-Marseille a byla hostující docentkou na Wichita State University. V roce 2013 se stala členkou jury Académie Goncourt – jejím předchůdcem byl Robert Sabatier, který zemřel v roce 2012. Dnes žije v Aix-en-Provence. 

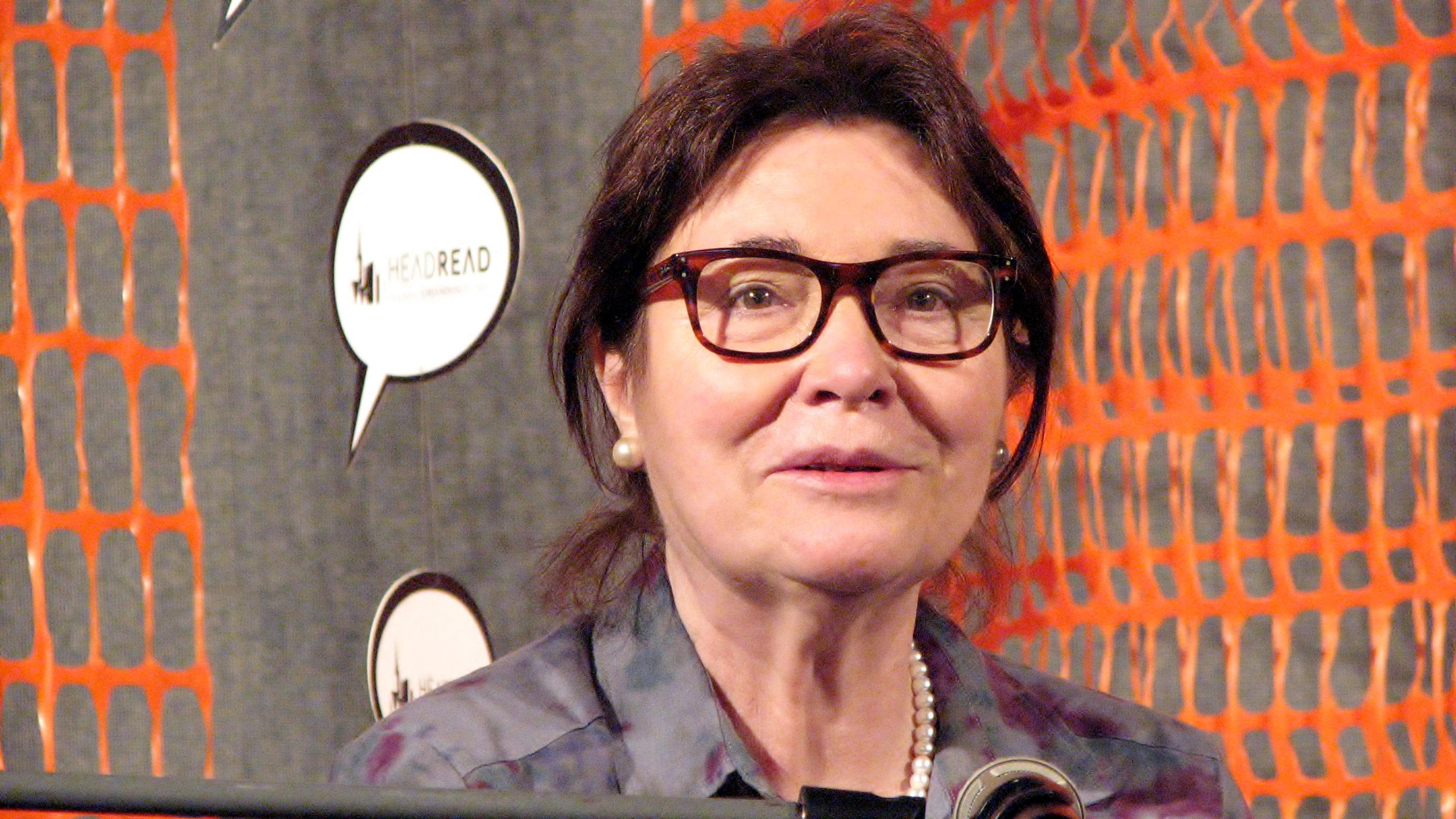
Paule Constant (2012)

Constant publikuje vědecké eseje a kritiky.

## Dílo
- Ouregano, 1980, Gallimard
- Propriété privée, 1981, Gallimard
- Balta, 1983, Gallimard
- Un monde à l’usage des demoiselles, 1987, Gallimard
- White Spirit, 1989, Gallimard - Grand prix du roman de l'Académie française
- Le Grand Ghâpal, 1991, Gallimard - Prix Jackie Bouquin
- La Fille du Gobernator, 1994, Gallimard
- Confidence pour confidence, 1998, Gallimard - Prix Goncourt
- Sucre et secret, 2003, Gallimard
- La bête à chagrin, 2007, Gallimard
- C'est fort la France !, 2013, Gallimard